# Contea di Custer (Dakota del Sud)
La contea di Custer ( in inglese Custer County ) è una contea dello Stato del Dakota del Sud, negli Stati Uniti. La popolazione al censimento del 2000 era di 7 275 abitanti. Il capoluogo di contea è Custer.